# Хевашени
Хевашени (груз. ხევაშენი) — село в Грузии, на территории Адигенского муниципалитета края (мхаре) Самцхе-Джавахети.

## География
Село находится в южной части Грузии, на правом берегу реки Оцхе, на расстоянии 8 километров (по прямой) к востоко-северо-востоку от посёлка городского типа Адигени, административного центра муниципалитета. Абсолютная высота — 1190 метров над уровнем моря.

## Население
По результатам официальной переписи населения 2014 года, в Хевашени проживало 270 человек (135 мужчин и 135 женщин). В национальной структуре населения грузины составляли 99,6 %, армяне — 0,4 %.
| Год  | Население, человек |
| ---- | ------------------ |
| 2002 | 344                |
| 2014 | ↘ 270              |